# Euproctis nigrolunulata
Euproctis nigrolunulata är en fjärilsart som beskrevs av George Thomas Bethune-Baker 1911. Euproctis nigrolunulata ingår i släktet Euproctis och familjen tofsspinnare. Inga underarter finns listade i Catalogue of Life.